# Untamed (1955)
Untamed (br.:Duelo de Paixões/pt.: Enquanto dura a tormenta) é um filme de drama norte-americano de 1955 dirigido por Henry King para a 20th Century Fox.

## Sinopse
Filme sobre a epopeia de imigrantes que colonizaram territórios zulus na África do Sul.

## Elenco principal
- Tyrone Power .... Paul Van Riebeck
- Susan Hayward .... Katie O'Neill
- Richard Egan .... Kurt Hout
- John Justin .... Shawn Kildare
- Agnes Moorehead .... Aggie
- Rita Moreno .... Julia
- Hope Emerson .... Maria DeGroot
- Brad Dexter .... tte. Christian
- Henry O'Neill .... Squire O'Neill